# Brooks-Gletscher
Der Brooks-Gletscher ist ein 13 km langer Talgletscher und rechter Tributärgletscher des Muldrow-Gletschers an der Nordwestflanke der Alaskakette in Alaska (USA). Benannt wurde der Gletscher nach Alfred Hulse Brooks (1871–1924), 1903–1924 beim United States Geological Survey (USGS) Chef-Geologe für Alaska.

## Geografie
Der Gletscher befindet sich im Denali-Nationalpark 25 km ostnordöstlich des Denali. Das Nährgebiet des Brooks-Gletschers befindet sich an der Ostflanke des Mount Silverthrone. Flankiert wird der Gletscher von den Bergen Mount Brooks, East Pyramid Peak, Central Pyramid Peak, West Pyramid Peak, Mount Silverthrone, Mount Deception und Mount Mather.